# فدریکو پریرا
فدریکو پریرا (به اسپانیایی: Federico Pereyra) متولد ۱۹ فوریه ۱۹۸۸ در سان خوآن بازیکن والیبال اهل آرژانتین، عضو تیم ملی والیبال آرژانتین و باشگاه میزان خراسان است.
فدریکو سابقه حضور در باشگاه های کیفیسیا، بولیوار، مونتس کارلوس، الاهلی دبی، مدیو آمبینته سوریا، التروسود برولو و نولیکو مازیک را در کارنامه خود دارد. فدریکو در سال ۲۰۰۷ عضو تیم ملی جوانان آرژانتین بود و در سال ۲۰۰۹ به تیم ملی بزرگسالان آرژانتین دعوت شد و در المپیک ۲۰۱۲ لندن نیز از بازیکنان موفق آرژانتین بود.